# 那月結衣
那月 結衣（なつき ゆい、1995年1月14日 - ）は、日本のモデル、女優、タレント。愛称は「ちゃん様」。

## 来歴
三重県生まれ。ガールズネクストのメンバーとして芸能活動を開始。当初は、インターネットテレビをメインに活動。『jiqoo.TV』に出演、その後『ODAIBA TV』でデビュー。デックス東京ベイスタジオ にて生放送公開収録を行い、アメリカの動画共有サービスであるUstreamスタジオにて生放送番組出演。
2009年
12月30日、オフィシャルブログ『那月結衣☆ユイッキーの生息地』開始。
2010年
1月9日、インターネットTV局『ODAIBA TV』&『Jiqoo.TV』にて スティッカムより配信、後にUstream配信にて生番組出演。
3月、LIVE活動開始。
3月14日、高田馬場BIG BOX『自遊空間』にて初のライブを行う。
5月9日、『新宿たかのや』にて、初のワンマンライブ。
5月15日、ソフトバンク連結子会社TVバンク運営、Ustreamスタジオ渋谷にて公開収録。
5月20日、下北FM -88.8 MHz-にてゲスト出演。パーソナリティ：大蔵ともあき　アシスタント：藤岡みなみ　ゲスト]：山口ひかり、那月結衣、針尾ありさ
8月19日、神宮外苑花火大会 軟式球場 出演。
12月14日、バンダイファッションネット専属モデル出演。
12月から2012年7月まで、バンダイの専属モデルを務める。
2011年
2月25日、下北FM -88.8 MHz-にてゲスト出演。パーソナリティ：大蔵ともあき　アシスタント：谷桃子　ゲスト：那月結衣
3月　下北FM -88.8 MHz-にてレギュラー番組「COWCOW!」出演　MC：那月結衣&ななみ
2012年
カルチュア・コンビニエンス・クラブ（TSUTAYA）が主催のオーディション「TSUTAYAプリンセス2013」にエントリーし、初代プリンセスに輝く。
2013年
1月、TSUTAYAプリンセス2013に選出。
『仮面ライダー鎧武/ガイム』にフルーツパーラーの女性店員、イヨ役として準レギュラー出演。
2017年
バンコレ！(バンダイファッションコレクション) / プレミアムバンダイ モデル出演。
2018年
バンコレ！(バンダイファッションコレクション) / プレミアムバンダイ モデル出演。

## 出演

### テレビドラマ
- 仮面ライダーシリーズ
  - 仮面ライダーフォーゼ 第5・6・10 - 12話（2011年、テレビ朝日） - 女子高校生 役
  - 仮面ライダー鎧武/ガイム（2013年10月 - 2014年9月、テレビ朝日） - フルーツパーラー「ドルーパーズ」スタッフ・イヨ 役
  - 烈車戦隊トッキュウジャーVS仮面ライダー鎧武 春休み合体スペシャル（2014年3月30日、テレビ朝日）- フルーツパーラー「ドルーパーズ」スタッフ・イヨ 役
- 妖ばなし 第31話「絡新婦」（2018年9月1日、TOKYO MX2） - 絡（絡新婦） 役

### CM
- A TEAM：ユニゾンリーグ「ユニフレ小悪魔編」（2015年 - ）

### 映画
- 仮面ライダーシリーズ
  - 平成ライダー対昭和ライダー 仮面ライダー大戦 feat.スーパー戦隊（2014年） - イヨ 役
  - 劇場版 仮面ライダー鎧武 サッカー大決戦!黄金の果実争奪杯!（2014年）

### ネット番組
- お台場東京ベイスタジオ（2010年1月 - 5月）
- ODAIBA TV jiqoo.TV 公開収録（Ustream・スタジオ渋谷）
- しおりんのお友達空間【自遊空間配信】（Stickam JAPAN!）
- もっともっと自遊空間【自遊空間配信】（Ustream・Stickam JAPAN!）
- 那月結衣のワンマンTV【自遊空間配信】（Ustream・Stickam JAPAN!）
- STAR@LIGHT GIRLS.ch【Akiba.TV】（Ustream・Stickam JAPAN!）

### 雑誌・ネット

#### バンダイファッションネット ファッションモデル（2011年 - 2014年）
- 仮面ライダーオーズ/OOO イメージファッションモデル
- ワンピースイメージファッションモデル

#### バンダイファッション コレクションモデル（2017年 - 2020年）
- 劇場版マクロスF 恋離飛翼 サヨナラツバサ
- マクロスF 超時空要塞マクロス × master piece
- 仮面ライダービルド × RealBvoice
- 仮面ライダーオーズ/OOO
- 科学忍者隊ガッチャマン
- 人造人間キカイダー × RealBvoice
- 快盗戦隊ルパンレンジャーVS警察戦隊パトレンジャー
- 『ガンダム』『シャア専用ザクII』『百式』『サイコ・ガンダム』
- 仮面ライダーフォーゼ・鎧武・ ゴースト・W・ エグゼイド
- 宇宙戦隊キュウレンジャー
- ゴジラ × TEDMAN
- 機動戦士ガンダムユニコーン
- 電磁戦隊メガレンジャー
- おそ松さん
- ウル松さん
- プリキュア
- ウルトラマンジード
- ウルトラマンオーブ
- 機動戦士ガンダムダブルオー
- TIGER & BUNNY
- 美少女戦士セーラームーン
- コードギアス
- 反逆のルルージュ
- 銀魂
- 炎神戦隊ゴーオンジャー
- 仮面ライダーファイズ
- SDガンダム
- 機動戦士Zガンダム
- マジンガーZ
- デビルマン
- キューティーハニー
- アイドリッシュセブン
- デジモンアドベンチャー
- 仮面ライダーBLACK
- 仮面ライダー電王
- 仮面ライダージオウ
- 仮面ライダーウィザード
- 仮面ライダークウガ
- 仮面ライダーブットバソウル
- 仮面ライダーローグ
- 仮面ライダー × ハローキティー
- 刀剣乱舞
- シャーマンキング
- HUNTER×HUNTER
- 進撃の巨人
- セーガペイン
- DOUBLE DECKER! ダグ＆キリル
- 牙狼-GARO-
- 機動戦士ガンダムゼロワン
- ウルトラマンR/B
- ウルトラマンギンガS
- ウルトラマンゼロ
- 仮面ライダーキバ
- 仮面ライダー龍騎
- 黒子のバスケ
- ゆるキャン△
- ハートキャッチプリキュア
- Goプリンセスプリキュア
- 100日後に死ぬワニ
- 鬼滅の刃
- とっとこハム太郎
- 仮面ライダーゼロワン
- Fate/Grand Order
- Fate/stay night [HF]
- 騎士竜戦隊リュウソウジャー
- 魔進戦隊キラメイジャー
- 炎神戦隊ゴーオンジャー
- 週刊プレイボーイ 2012年第53号 グラビア
- 週刊プレイボーイ 2013年第8号 グラビア
- 全国ドン・キホーテ モデル
- オーディション誌 De☆View

### ライブ
- ホワイトDAYイベント 自遊空間店内イベント
- GIRLSユニット初LIVE めぐろパーシモンホール
- お台場東京ベイスタジオ 特設ステージLIVE（2010年5月）
- 神宮外苑花火大会 軟式球場LIVE出演（2010年8月）

### ラジオ
- 下北FM -88.8 MHz-（2010年5月・2011年2月・4月・6月）

### ブロマイド写真
- 那月結衣ブロマイド写真 全国セブンイレブン発売（2010年1月）

## 作品

### イメージビデオ
- yuink（2012年4月27日、グラッソ）